# Opatov (Chodov)

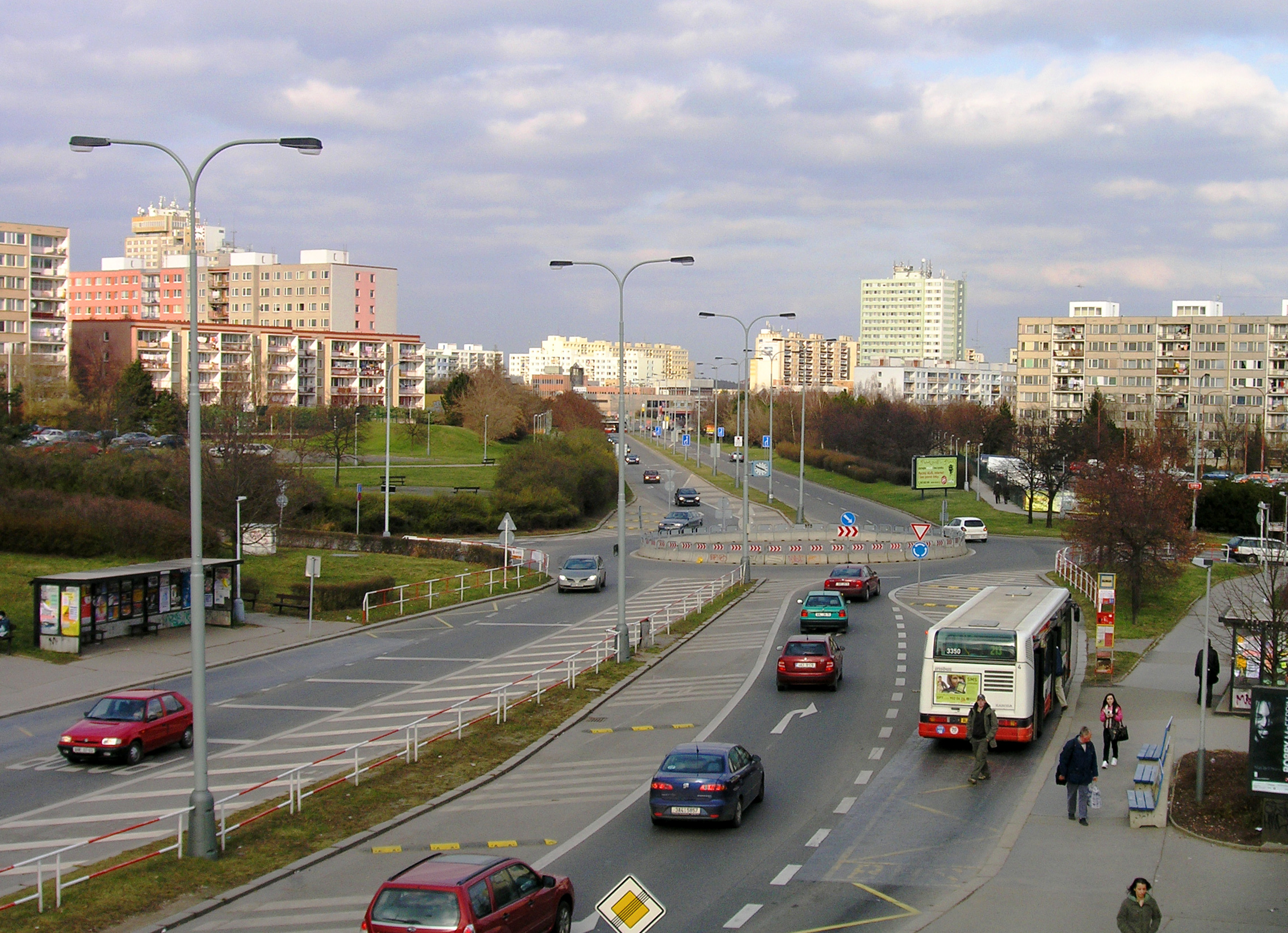
Opatovská ulice, hlavní tepna Opatova, u křižovatky s ulicemi Metodějova a Bohúňova

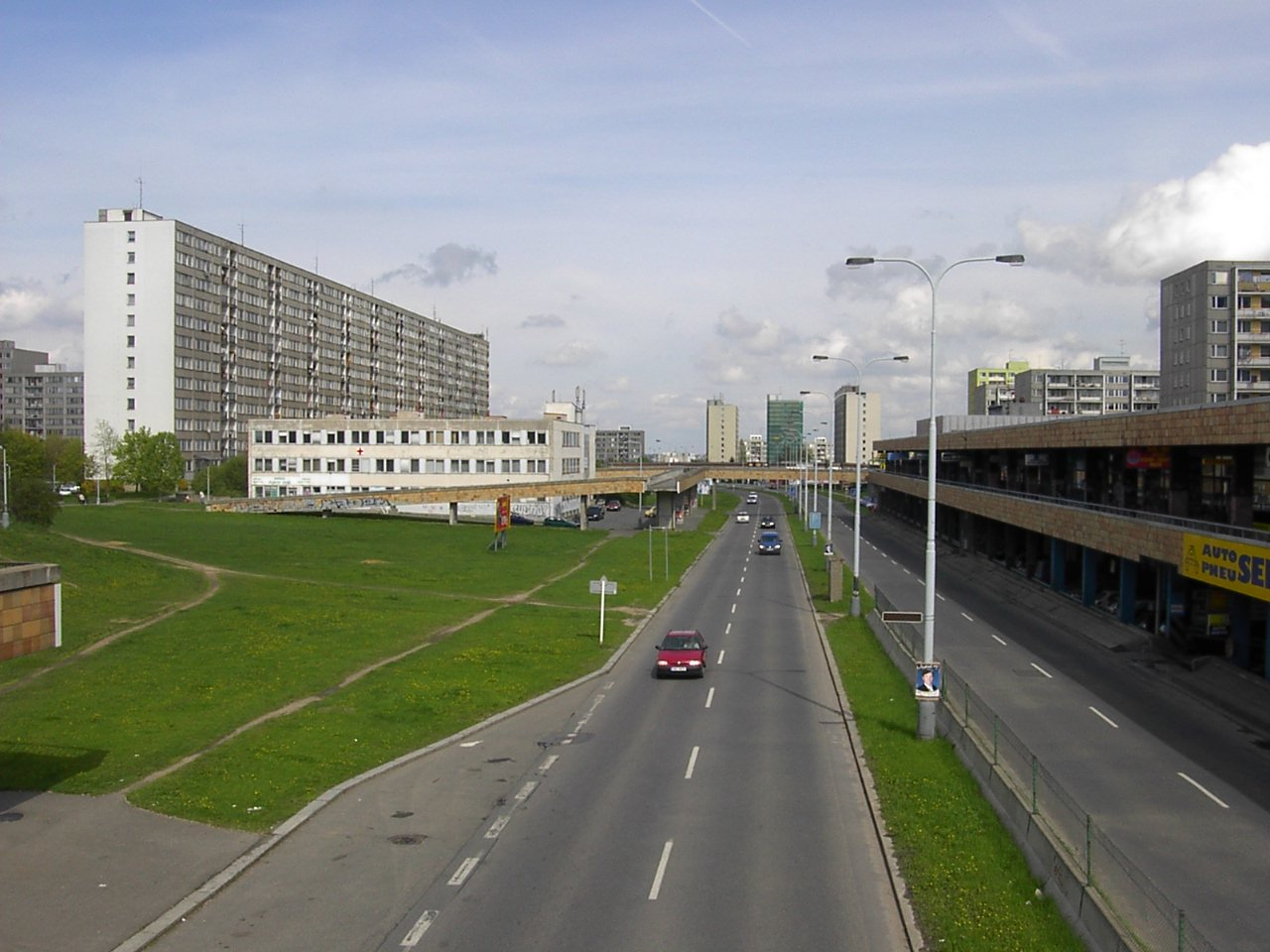
Opatovská ulice v roce 2006 před rekonstrukcí (zateplením) většiny panelových domů

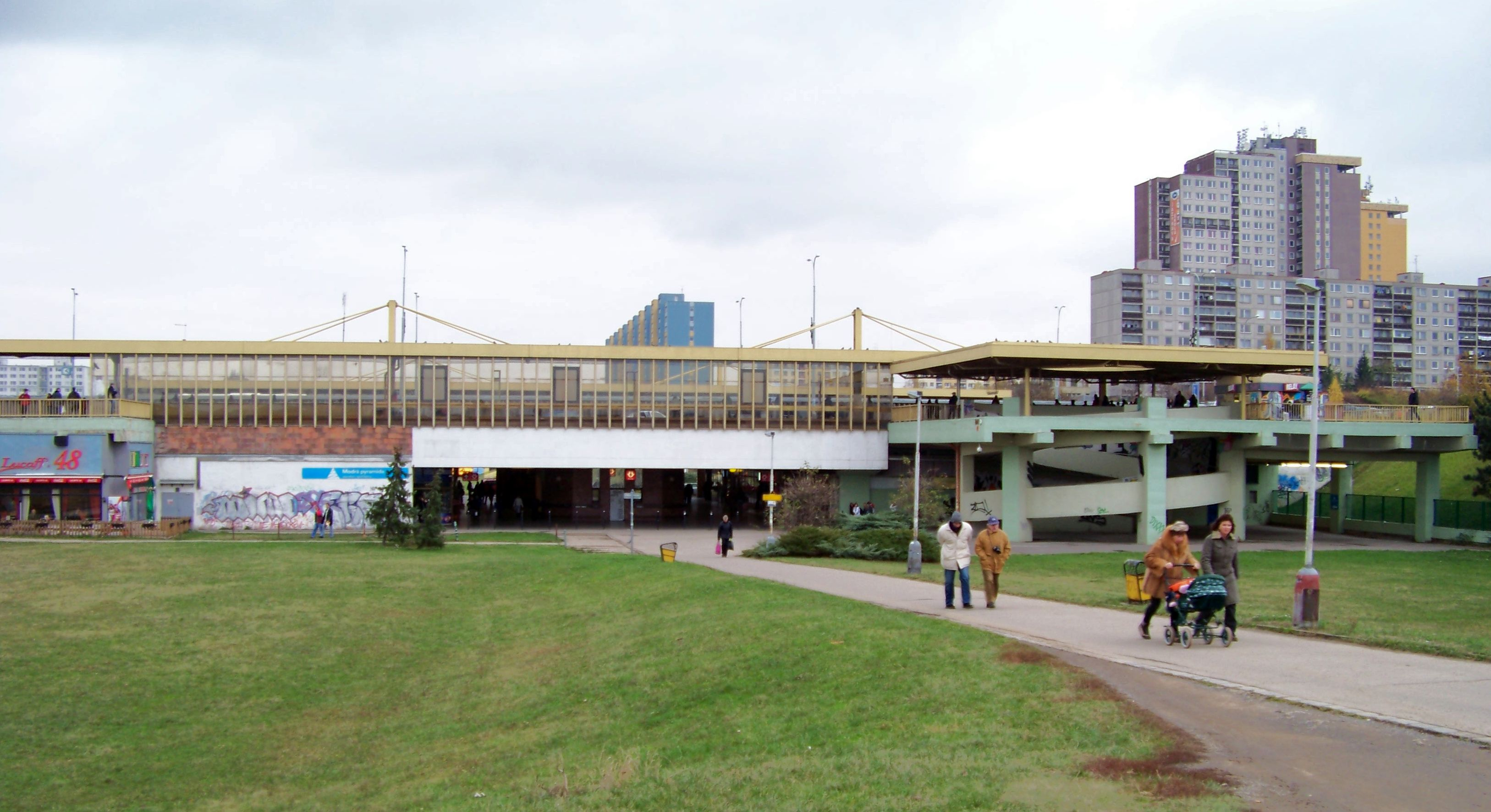
Stanice metra Opatov, v pozadí ubytovna Sandra a Opatov

Opatov byl původně pomístní název lokality spadající do území dnešního Chodova v Praze. V roce 1841 je doložen jako označení polností, již předtím pravděpodobně označoval les. V 70. letech 20. století byla názvem sídliště Opatov pojmenována část nového panelákového sídliště Jižní Město I. jižně od Litochleb a Centrálního parku, ohraničena na východě Chilskou ulicí a stanicí metra Opatov, na jihu dálnicí D1 a hranicí Chodova s Újezdem (resp. Kateřinkami), na západě s Háji podél ulic Novomeského a U Modré školy.
V sídlišti Opatov jsou výrazné dvě výškové budovy sloužící jako ubytovny: Veritas (dříve Twin, dříve Sandra) a Opatov a Chodovský hřbitov, knihovna Opatov a dvě budovy úřadu městské části Praha 11. U Centrálního parku je školní areál, kde sídlí několik škol: Gymnázium Opatov (oficiálně v Konstantinově ulici), Střední škola Waldorfské lyceum (Křejpského ulice) a Základní škola a střední škola waldorfská (dříve Speciální škola Jana Amose Komenského, rovněž Křejpského ulice), dříve zde sídlila také obchodní akademie. Druhý školní komplex je v jižní části Opatova, kde sídlí Gymnázium Evolution Jižní Město a areálová základní škola Ke Kateřinkám. Nedaleko se nachází i jedna z významných ulic, ulice Zdiměřická.
V únoru 1990 byla pojmenována stanice metra Opatov, která původně (od roku 1980) nesla název Družby. V roce 1994 se jméno dostalo do nových názvů ulic Opatovská a Nad Opatovem, původně pojmenovaných po komunistických funkcionářích (Šmidkeho, Bardounova).